# Афгано-израильские отношения
Израильско-афганские отношения на сегодняшний день не существуют, так как оба государства не имеют дипломатических связей друг с другом.

## История
В течение 1980-х годов Израиль предоставлял оружие и занимался военной подготовкой сил моджахедов, которые сражались против поддерживаемого СССР правительства Афганистана. Тысячи солдат моджахедов, особенно из фракции Исламская партия Афганистана Гульбеддина Хекматияра обучались израильскими инструкторами. Глава пакистанской межведомственной разведки Akhtar Abdur Rahman негласно разрешил пребывание израильских инструкторов на территории своей страны.
В 2005 году в интервью в Кабуле с корреспондентом израильской газеты «Едиот Ахронот» президент Афганистана Хамид Карзай намекнул на желание установить формальные дипломатические отношения с Израилем. Когда будет "достигнут значительный прогресс [в урегулировании ближневосточного мирного процесса], и палестинцы получат свое государство, Афганистан будет рад иметь полные дипломатические отношения с Израилем,- заявил Карзай. Он также рассказал, что несколько раз встречался с Шимоном Пересом, называя его «уважаемым человеком, великим воином в борьбе за мир».
После того, как талибы получили полный контроль над Афганистаном в 2021 году, официальный представитель Талибана Сухаил Шахин сказал Sputnik: «Конечно, у нас не будет никаких отношений с Израилем. Мы хотим иметь отношения с другими странами, Израиль не входит в число этих стран. Мы хотели бы иметь отношения со всеми странами региона и соседними странами, а также со странами Азии».
В октябре 2023 года лидер афганского Фронта национального сопротивления Ахмад Масуд в эксклюзивном интервью сайту «Маарив» заявил, что хотел бы получить помощь от Израиля в борьбе с талибами.

## Евреи в Афганистане
История еврейской общины Афганистана насчитывала почти 2000 лет. В стране была синагога, за которой до последнего дня следил Завулон Симантов, по сообщениям СМИ, последний оставшийся еврей в этой стране (единственный на протяжении последних 10 лет). В апреле 2021 года он покинул страну и репатриировался в Израиль, где его семья проживала с 1998 года. По сообщениям других СМИ Симантов покинул Афганистан в начале сентября 2021 года.
В октябре 2022 года движение Талибан объявило, что использует $ 500 тыс. швейцарского фонда «Aliph» для ремонта синагоги «Йоав» и микве в Герате. Эта синагога была построена в 1393 году и является одной из четырёх синагог Герата. При этом последний еврей Афганистана покинул страну в 2021 году и молельный дом по назначению больше не используется.

## Афганцы в Израиле
После захвата власти «Талибаном» в Афганистане в августе 2021 года, израильский депутат предложила главе МИДа принять афганских беженцев в Израиле. Её инициатива, однако, не нашла поддержки коллег.